# Sviny (district de Tábor)
Pour les articles homonymes, voir Sviny.
Sviny (en allemand : Schweinitz) est une commune du district de Tábor, dans la région de Bohême-du-Sud, en République tchèque. Sa population s'élevait à 336 habitants en 2020.

## Géographie
Sviny se trouve à 5 km à l'ouest du centre de Veselí nad Lužnicí, à 26 km au sud de Tábor, à 27 km au nord-nord-est de České Budějovice et à 100 km au sud-sud-est de Prague.
La commune est limitée par Mažice et Borkovice au nord, par Žíšov et Veselí nad Lužnicí à l'est, par Bošilec au sud et par Dolní Bukovsko à l'ouest.

## Histoire
La première mention écrite de la localité date de 1379.

## Patrimoine
|  |

## Administration
La commune se compose de deux quartiers :
- Kundratice u Svinů
- Sviny

## Personnalité
- Josef Fanta (1856-1954), architecte, sculpteur et peintre